# Sambaíba
Sambaíba là một đô thị thuộc bang Maranhão, Brasil. Đô thị này có diện tích 2478,569 km², dân số năm 2007 là 5790 người, mật độ 2,34 người/km².